# Канарейка
Канаре́йка (рос. Канарейка, башк. Канарейка) — присілок у складі Біжбуляцького району Башкортостану, Росія. Входить до складу Михайловської сільської ради.
Населення — 4 особи (2010; 6 в 2002).
Національний склад:
- чуваші — 83 %